# Fiuggi
Fiuggi (Fiùio in dialetto fiuggino), denominato Anticoli fino al 1872 e poi Anticoli di Campagna fino al 1911, è un comune italiano di 10 144 abitanti della provincia di Frosinone nel Lazio, rinomato centro termale fin dal medioevo grazie alle acque che sgorgano dalle sue sorgenti naturali e dalle montagne.

## Geografia fisica

### Territorio
Il centro storico cittadino, noto come Fiuggi Città o Vecchia Fiuggi, sorge su una collina, a 747 metri s.l.m., alle pendici dei Monti Ernici; al di sotto, a 621 metri s.l.m., circondato da boschi di castagni, si estende il moderno centro termale di Fiuggi Terme o Fiuggi Fonte da cui ha più tardi preso il nome l'intera città.

### Clima

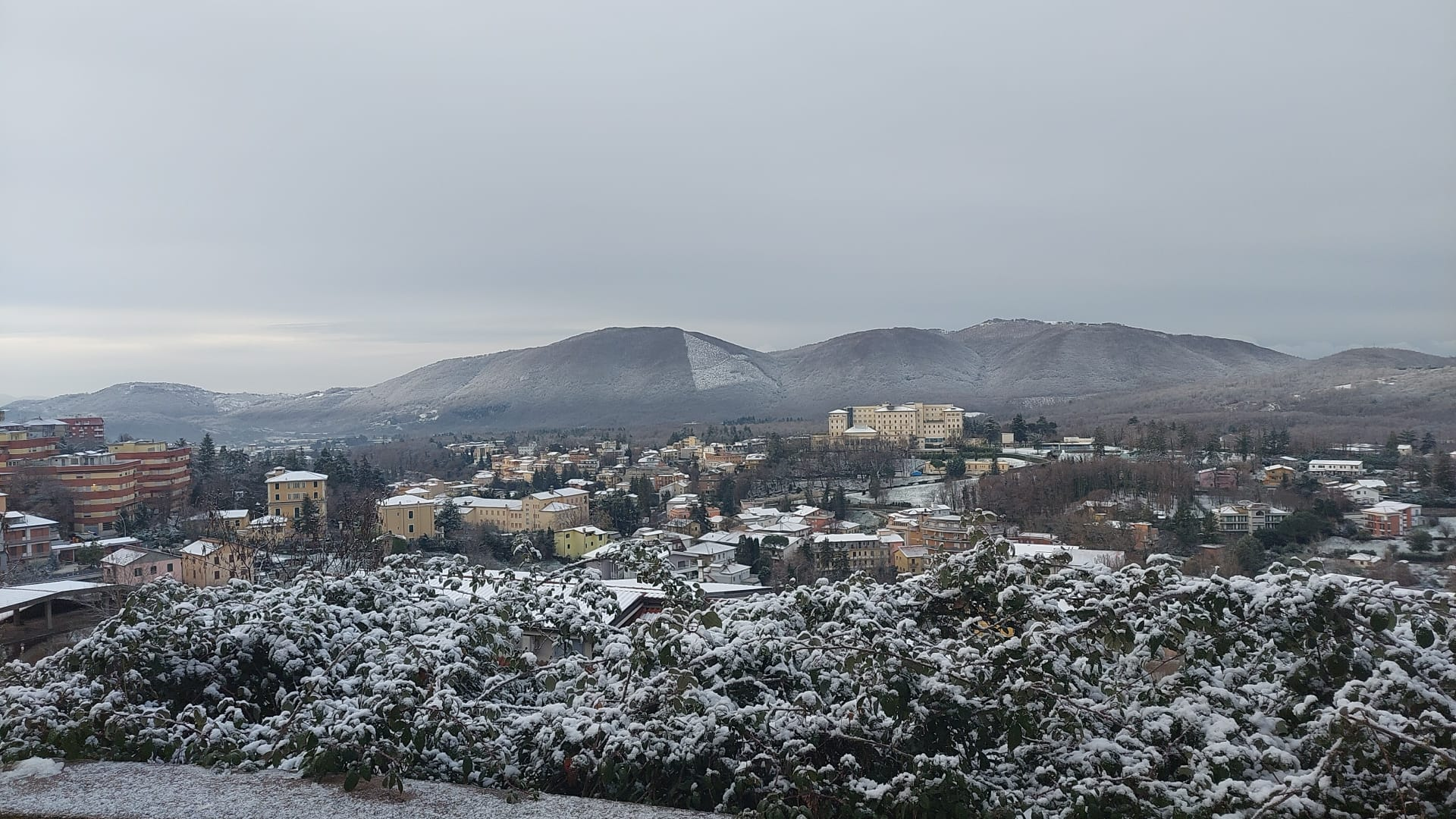
Panorama innevato di Fiuggi Fonte

- Classificazione climatica: zona E, 2496 GG

## Origini del nome
Già nota come Anticoli (da ante colles: davanti ai colli) e dal 1872, dopo l'annessione al Regno d'Italia, come Anticoli di Campagna (con riferimento alla provincia pontificia di Campagna e Marittima) sorta in epoca medievale, la città acquisì nel 1911 il nome di Fiuggi, originariamente riferito solo al luogo delle fonti; esso deriverebbe dal latino fluvius: fiume, corso d'acqua; secondo un'altra teoria avrebbe origine invece dal nome della felce, pianta molto abbondante nel territorio.

## Storia
Si ritiene che un piccolo villaggio, di nome Felcia, esistesse già all'epoca degli Ernici, la popolazione osco-umbra stanziata in quest'area del Lazio nel periodo precedente alla conquista romana. Nel 367 a.C. ebbe inizio la dominazione romana, e al periodo romano risalgono le prime attestazioni sulle proprietà delle acque locali di Fons Arilla. L'abitato, anticamente, era situato nella campagna, ma, in seguito alle invasioni barbariche e dei Saraceni, gli abitanti si trasferirono nella vicina collina, dove sorge attualmente il centro storico, per potersi difendere in maniera più efficace.
Agli inizi del XII secolo, a seguito di una lotta sfortunata contro Guarcino e altri centri, l'antica Anticoli perse parte del suo territorio. Nel XIII secolo Bonifacio VIII acquistando Torre Cajetani poté vantare diritti feudali anche sulla stessa Anticoli. Con l'avvento di Alessandro VI Borgia sul soglio di Pietro il castello di Anticoli venne affidato al cardinal
Ascanio Sforza e, successivamente, a Giovanni, figlio di Lucrezia Borgia. È nel XVI secolo che i Colonna, attraverso varie vicissitudini, entrarono in possesso del territorio di Anticoli e la mantennero fino al 1816.
Con l'inclusione del Lazio nel Regno d'Italia nel 1870 come provincia di Roma, Anticoli divenne parte, insieme a Trevi nel Lazio, Vico nel Lazio, Torre Cajetani, Trivigliano e Filettino del mandamento di Guarcino, uno dei 12 del circondario di Frosinone: tale ordinamento amministrativo durò fino al 1927, quando fu istituita la provincia di Frosinone; al nome Anticoli venne aggiunta la specificazione di Campagna con riferimento all'antica provincia pontificia di Campagna e Marittima.
Nel 1911 partì la valorizzazione delle proprietà curative delle acque, con l'inaugurazione della Fonte Bonifacio VIII; ed è nello stesso anno che il nome di Anticoli di Campagna venne cambiato in Fiuggi con Regio decreto del 9 agosto, estendendo a tutto il comune la denominazione della frazione che ospitava le fonti e che stava vivendo un rapido sviluppo. L'iniziativa era partita l'anno prima con una mozione del consigliere comunale Pietro Martini (che nel 1905 aveva fondato il giornale Fiuggi) volta al cambio del nome del comune, motivata con lo scopo di mantenere la coesione tra l'antico borgo di Anticoli e la località termale, il cui nome era ormai ben più noto, e per una migliore distinguibilità dal comune di Anticoli Corrado, allora nella medesima provincia; la mozione, sostenuta dal sindaco Gian Francesco Verghetti, venne approvata all'unanimità. A sostegno del cambio di denominazione si espresse anche il presidente del consiglio in carica Giovanni Giolitti, assiduo frequentatore della città (fu tra l'altro insignito della cittadinanza onoraria); il decreto che sancì la nuova denominazione così recitava:
In quell'agosto 1911 è proprio in Fiuggi che venne firmata la dichiarazione di guerra alla Turchia ad opera del Presidente del Consiglio Giovanni Giolitti e del Ministro degli Esteri Salandra. Nel 1913 venne aperto il Grande Albergo Palazzo della Fonte, uno dei più prestigiosi d'Europa, che l'anno successivo avrebbe accolto la famiglia reale, e da Fiuggi il re firmò la dichiarazione di neutralità nel conflitto appena scoppiato. La cittadina divenne luogo di villeggiatura per molti notabili dell'epoca. Il Grande Albergo Palazzo della Fonte sarebbe appartenuto negli anni novanta al magnate italo-britannico Charles Forte.

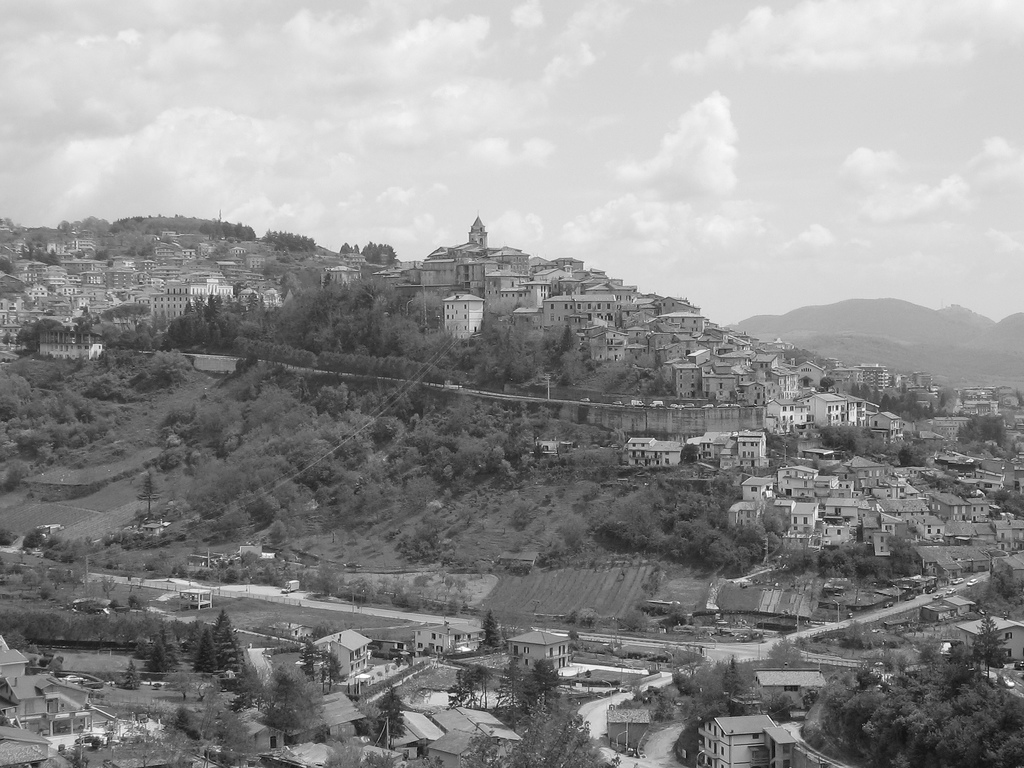
Panorama

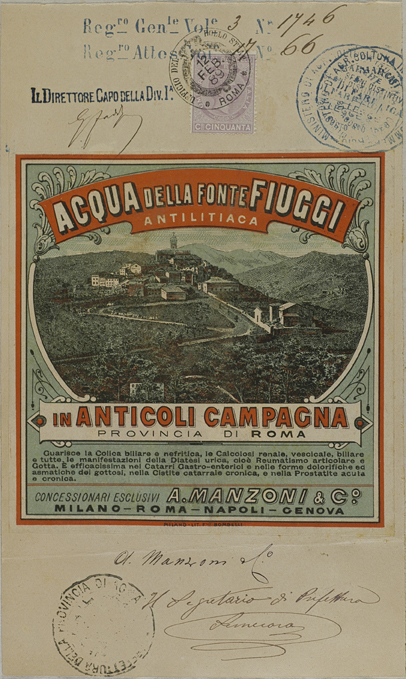
Registrazione dell'etichetta dell'acqua della fonte Fiuggi, 12 febbraio 1889

Nel 1916 fu inaugurata la Ferrovia Roma-Fiuggi-Alatri-Frosinone conosciuta come Le Vicinali, a scartamento ridotto (mm 950) e binario unico. Fu dismessa poi a seguito di un piccolo smottamento nei pressi di Genazzano nella notte del 27 dicembre del 1983. Il proseguimento Fiuggi-Alatri era stato soppresso precedentemente il 1º luglio del 1978. Tale infrastruttura diede impulso al turismo nella città termale. Presente fu l'interessante diramazione Fiuggi Fonte-Fiuggi Città. Dalla stazione a valle definita Centrale si arrampicava lungo la via Armando Diaz fino alla fine naturale nei pressi della piazza Trento e Trieste. Una stazione intermedia su due livelli -oggi parcheggio- era al crocevia con la via di Vecchia Fiuggi. Mentre a valle la diramazione si spingeva percorrendo il perimetro delle Fonti fino al loro ingresso posteriore. Le due arterie furono soppresse dal 30 giugno 1960 durante le Olimpiadi di Roma.
Durante la seconda guerra mondiale, con gli alleati bloccati dai tedeschi lungo la linea Gustav, le strutture alberghiere vennero impiegate a fini ospedalieri.
Tra il 4 e il 6 ottobre del 1957 ebbe luogo a Fiuggi la sesta riunione del Gruppo Bilderberg.
Il 27 gennaio 1995 si tenne a Fiuggi il Congresso del Movimento Sociale Italiano - Destra Nazionale, che da un anno era diventato Alleanza Nazionale. Questo congresso segnò la cosiddetta "Svolta di Fiuggi", in cui il partito abbandonò il neo-fascismo per avviarsi verso politiche di destra europeista.

### Simboli
Lo stemma è stato riconosciuto con decreto del Capo del Governo dell'11 ottobre 1932.
Questo emblema era già utilizzato prima del cambio di nome da Anticoli a Fiuggi, ma con una lettera "A" (per Anticoli) con corona all'antica.
Il gonfalone, concesso con decreto del Presidente della Repubblica del 25 settembre 1989, è un drappo di color rosso con al centro lo stemma del Comune, con la parte inferiore che termina a coda di rondine.

## Monumenti e luoghi d'interesse

### Architetture civili
Fonte Bonifacio VIII
La Fonte Bonifacio VIII è stata riprogettata dall'architetto Luigi Moretti e realizzata tra il 1967 ed il 1969 demolendo le terme originarie in stile liberty disegnate dall'architetto Garibaldi Burba, delle quali resta lo scenografico ingresso.
Grand-Hotel Teatro Casinò di Piazza dell'Olmo
Edificio Liberty progettato dall'architetto Giovanni Battista Giovenale nel 1906 ed inaugurato nel 1911 situato a Piazza Trento e Trieste (già Piazza dell'Olmo). Luogo del cuore FAI 2017. Voluto dall'ingegner Celestino Carlini fu acquistato dalla Società Grandi Alberghi e abbandonato prima della seconda guerra mondiale e nel 1964 riacquistato dal Comune. Attualmente, ospita il Teatro con un salone delle esposizioni e una scuola alberghiera.

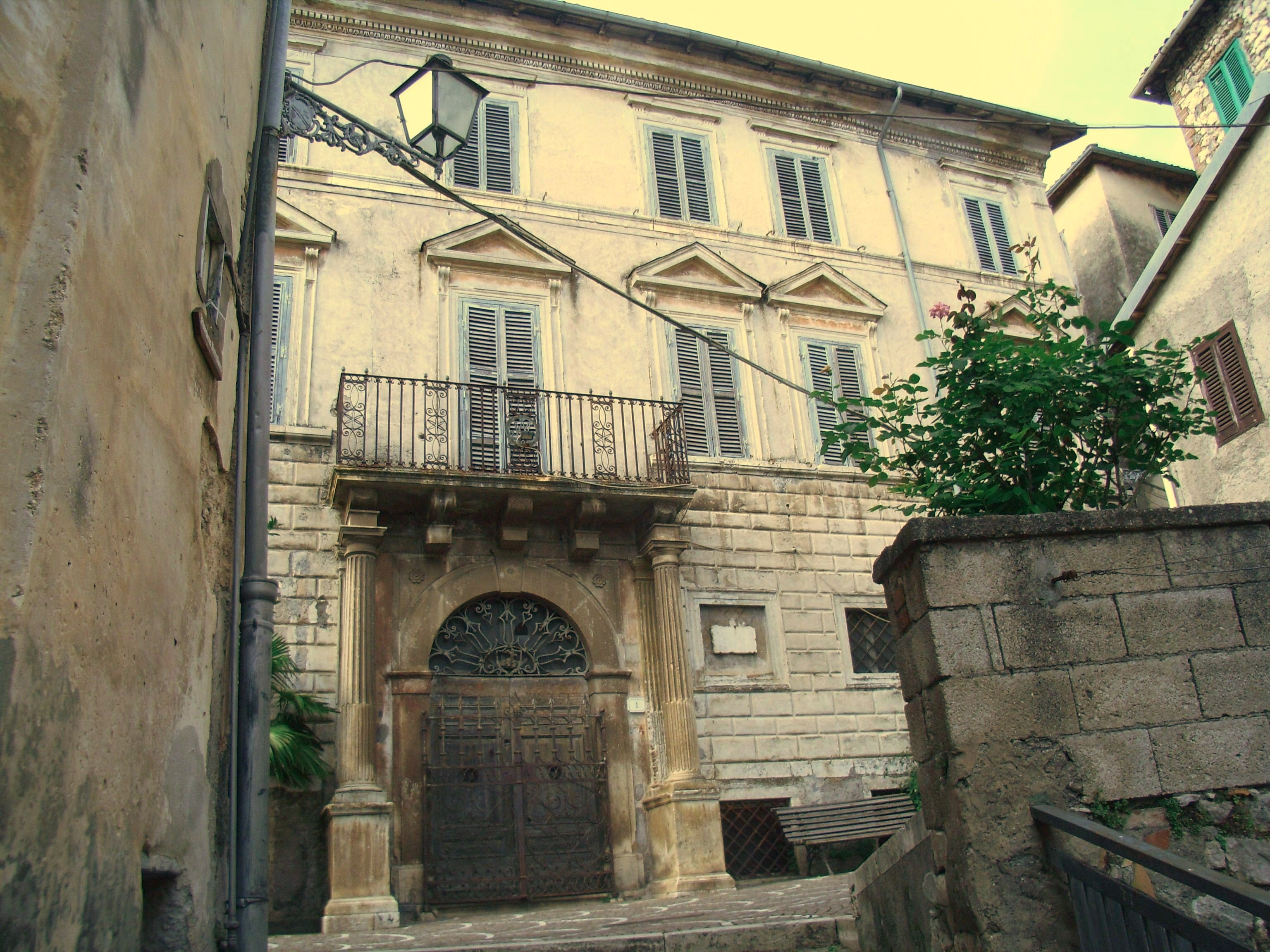
Palazzo Falconi
Il Palazzo Falconi si trova nel centro storico ed è stato costruito nel Settecento. Intorno al 1800, allorché a Fiuggi si sparse la voce dell'arrivo di Napoleone (poi rivelatasi falsa), un anonimo pittore gli dedicò una sala del palazzo, la Sala Napoleone.
Palazzo della Fonte
Edificio in stile liberty edificato nei primi anni del 900 (inaugurato nel 1913) su progetto dall'architetto Garibaldi Burba con decorazioni ed affreschi del Galimberti. Realizzato su una verde collina di circa otto ettari è stato in passato uno dei migliori hotel d'Europa ospitando personaggi importanti ed il re d'Italia.

### Architetture religiose
La città ha 5 parrocchie. Tre si trovano nella parte più antica (Fiuggi città) e sono la collegiata di San Pietro Apostolo (consacrata nel 1617), la chiesa di S. Stefano protomartire e la chiesa di Santa Maria del Colle (o de foris). Le altre due si trovano nella parte di più recente costruzione e sono la Chiesa di Regina Pacis (1922) e la chiesa di Santa Teresa del Bambin Gesù (anni novanta).
Ci sono inoltre molte altre chiese, tra cui l'antica chiesa di S. Biagio (precedentemente collegiata della città), la chiesa di S. Chiara, la chiesa della Beata Vergine in Campanica all'interno del convento dei Cappuccini originaria del 1100, la Chiesa di San Rocco e la chiesa delle tre Cone.

### Aree naturali
- Riserva naturale del Lago di Canterno;

## Società

### Evoluzione demografica
Abitanti censiti

### Etnie e minoranze straniere
Al 31 dicembre 2017 a Fiuggi risultano residenti 883 cittadini stranieri. Le nazionalità più numerose sono le seguenti:
- Romania - 465
- Albania - 90
- Ucraina - 37
- Cina - 36
- Polonia - 32
- Nigeria - 23
- Filippine - 23

## Cultura
Biblioteca
Biblioteca comunale
Biblioteca dei Cappuccini
Musei
Museo Sandro Massimini
Museo delle Reliquie, adiacente la chiesa di S. Pietro.

### Eventi

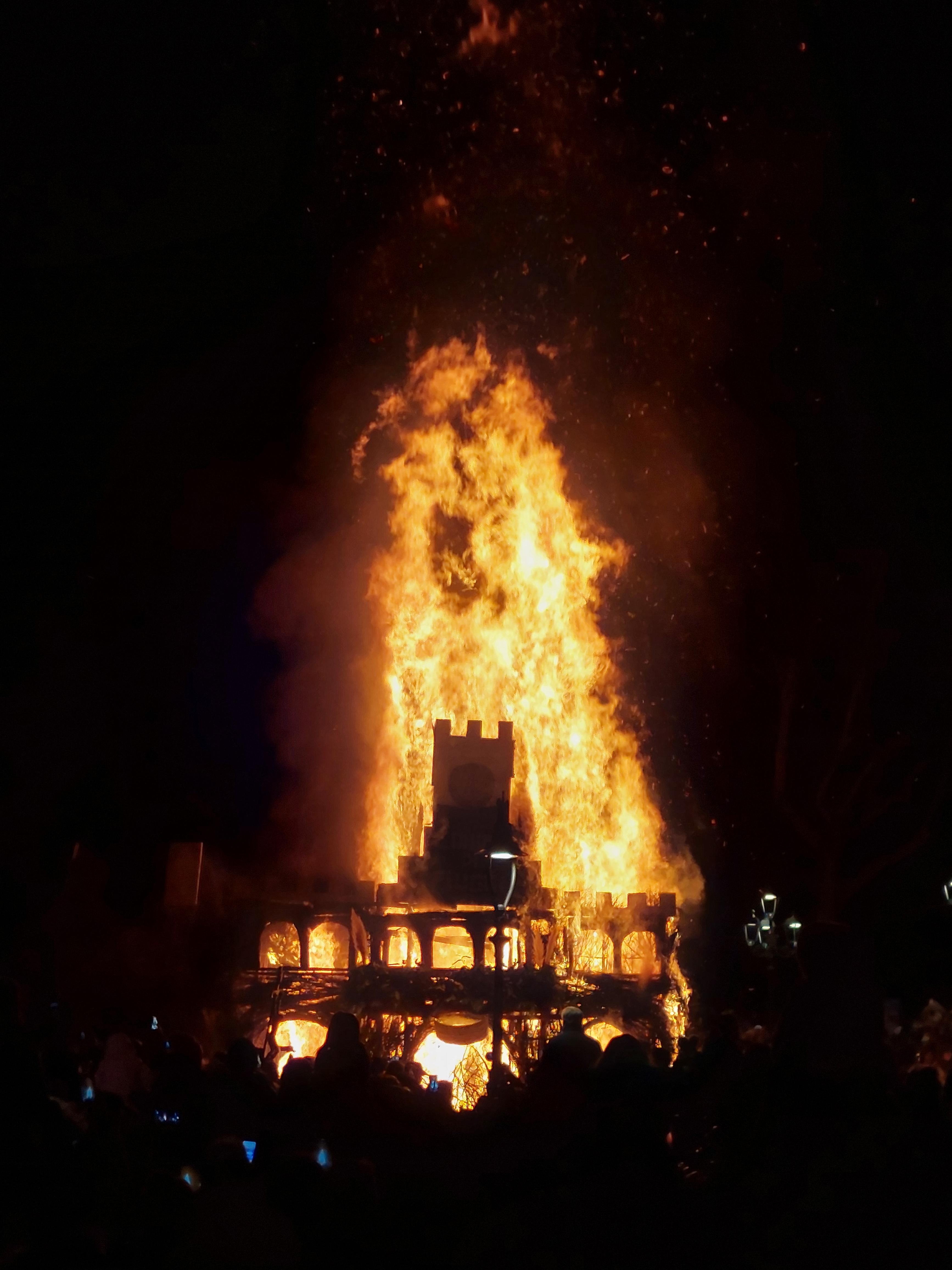
Festeggiamenti della festa patronale in piazza Trento e Trieste

- La sera del 2 febbraio di ogni anno (vigilia della festa patronale) è tradizione incendiare nella piazza antistante il comune, piazza Trento e Trieste, delle strutture interamente in paglia e legname. L'evento fa riferimento a una leggenda che afferma che questo tipo di festeggiamenti abbia evitato l'invasione del borgo nel 1298.[11]
- Fiuggi ospita annualmente un concorso bandistico a livello nazionale, la "Bacchetta d'oro", che si tiene annualmente dal 1997.
- Dal 2007 è teatro del Festival internazionale della chitarra "Città di Fiuggi", che si svolge nella terza settimana di luglio.
- Dal 2008 si svolge a Fiuggi un festival cinematografico dedicato ai film per le famiglie, il Fiuggi Family Festival.
- Festival delle città medievali, rassegna di musica classica[senza fonte]

## Economia
Fiuggi possiede, dopo Roma, il maggior numero di alberghi del Lazio, ed è uno dei centri termali più conosciuti d'Europa, con un notevole flusso turistico ed anche per questo spesso è scelta come sede di congressi e manifestazioni culturali, sportive e politiche.
Tra le altre attività tradizionali, diffuse e rinomate vi sono quelle artigianali, come l'arte della ceramica, della terracotta e quella orafa.
L'emittente radiofonica locale è Radio Centro Fiuggi. Essa, tramite programmi radiofonici e interviste, diffonde in FM, streaming e social notizie locali.
Di seguito la tabella storica elaborata dall'Istat a tema Unità locali, intesa come numero di imprese attive, ed addetti, intesi come numero di addetti delle imprese locali attive (valori medi annui).
|           | 2015                  |                              |                            |                |                       |                     | 2014                  |                | 2013                  |                |
| --------- | --------------------- | ---------------------------- | -------------------------- | -------------- | --------------------- | ------------------- | --------------------- | -------------- | --------------------- | -------------- |
|           | Numero imprese attive | % Provinciale Imprese attive | % Regionale Imprese attive | Numero addetti | % Provinciale Addetti | % Regionale Addetti | Numero imprese attive | Numero addetti | Numero imprese attive | Numero addetti |
| Fiuggi    | 886                   | 2,64%                        | 0,19%                      | 2.367          | 2,22%                 | 0,15%               | 890                   | 2 355          | 921                   | 2 328          |
| Frosinone | 33 605                |                              | 7,38%                      | 106 578        |                       | 6,92%               | 34 015                | 107 546        | 35 081                | 111 529        |
| Lazio     | 455 591               |                              |                            | 1 539 359      |                       |                     | 457 686               | 1 510 459      | 464 094               | 1 525 471      |

Nel 2015 le 886 imprese operanti nel territorio comunale, che rappresentavano il 2,64% del totale provinciale (33 605 imprese attive), hanno occupato 2 367 addetti, il' 2,22% del dato provinciale; in media, ogni impresa nel 2015 ha occupato poco due addetti (2,67).

## Infrastrutture e trasporti

### Strade
Il territorio di Fiuggi è attraversato dalla Strada statale 155 di Fiuggi (via Prenestina), che collega la città con Alatri e Frosinone in direzione sud-est e Palestrina e Roma in direzione ovest; dalla Statale 155 si diparte la via Anticolana che collega la città con la via Casilina e con il casello dell'Autostrada A1 di Anagni-Fiuggi Terme.

### Ferrovie
Fiuggi è servita dalla stazione ferroviaria di Anagni-Fiuggi (ferrovia Roma-Cassino-Napoli), collegata alla città tramite la via Anticolana.

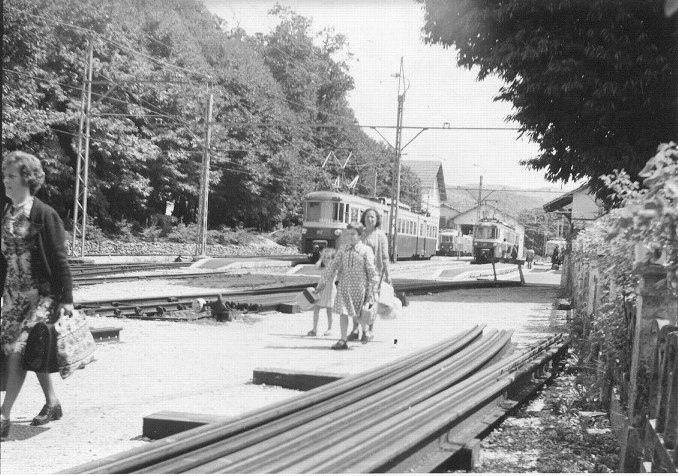
La stazione di Fiuggi nel 1975.

Dal 1917 fino al 1981 Fiuggi fu servita anche dalla ferrovia Roma-Fiuggi-Alatri-Frosinone. La ex-stazione di Fiuggi è di fronte all'ingresso delle terme di Bonifacio VIII. Fino al 1960 era anche attiva la diramazione urbana Fiuggi Fonte-Fiuggi-Fiuggi Città.

### Mobilità urbana
Il trasporto pubblico tramite autobus con i principali centri vicini, con Frosinone e con Roma è gestito dal Cotral. Il trasporto pubblico locale urbano, invece, è garantito dalla società Cialone Tour.

## Amministrazione
Nel 1872 cambia denominazione da Anticoli ad Anticoli di Campagna, per poi cambiare nuovamente denominazione in Fiuggi nel 1911.
Nel 1927, a seguito del riordino delle circoscrizioni provinciali stabilito dal regio decreto n. 1 del 2 gennaio 1927, per volontà del governo fascista, quando venne istituita la provincia di Frosinone, Fiuggi passò dalla provincia di Roma a quella di Frosinone.
Elenco dei sindaci di Fiuggi, eletti democraticamente, dal dopoguerra ad oggi, oltre ai commissari prefettizi che hanno provvisoriamente amministrato la cittadina:
| Periodo          | Periodo          | Primo cittadino      | Partito                      | Carica                  | Note        |
| ---------------- | ---------------- | -------------------- | ---------------------------- | ----------------------- | ----------- |
| 10 marzo 1946    | 26 maggio 1952   | Gualtiero Alessandri | Lista civica                 | Sindaco                 | I mandato   |
| 27 maggio 1952   | 26 marzo 1953    | Gualtiero Alessandri | Lista civica                 | Sindaco                 | II mandato  |
| 27 marzo 1955    | 25 maggio 1956   | Giacinto Giorgilli   | Lista civica                 | Sindaco                 | I mandato   |
| 26 maggio 1955   | 10 novembre 1960 | Carlo D'Amico        | Lista civica                 | Sindaco                 | I mandato   |
| 11 novembre 1960 | 22 novembre 1964 | Renzo Silvestri      | Lista civica                 | Sindaco                 | I mandato   |
| 23 novembre 1964 | 14 gennaio 1970  | Renzo Silvestri      | Lista civica                 | Sindaco                 | II mandato  |
| 15 gennaio 1970  | 7 giugno 1970    | Felice De Marchis    | Lista civica                 | Sindaco                 | I mandato   |
| 8 giugno 1970    | 22 dicembre 1972 | Rolando Bonanni      | Lista civica                 | Sindaco                 | I mandato   |
| 23 dicembre 1972 | 6 febbraio 1975  | Francesco Cellie     | Lista civica                 | Sindaco                 | I mandato   |
| 7 febbraio 1975  | 15 giugno 1976   | Pio Fiorini          | Lista civica                 | Sindaco                 | I mandato   |
| 16 giugno 1976   | 8 luglio 1978    | Rocco Penna          | Lista civica                 | Sindaco                 | I mandato   |
| 9 luglio 1978    | 20 giugno 1979   | Luigi Simeoni        | Lista civica                 | Sindaco                 | I mandato   |
| 21 giugno 1979   | 8 giugno 1980    | Antonio Frascaro     | Lista civica                 | Sindaco                 | I mandato   |
| 9 giugno 1980    | 29 giugno 1984   | Antonio Frascaro     | Lista civica                 | Sindaco                 | II mandato  |
| 30 giugno 1984   | 12 maggio 1985   | Pio Fiorini          | Lista civica                 | Sindaco                 | II mandato  |
| 13 maggio 1985   | 24 febbraio 1987 | Pio Fiorini          | Lista civica                 | Sindaco                 | III mandato |
| 25 febbraio 1987 | 5 dicembre 1988  | Pio Fiorini          | Lista civica                 | Sindaco                 | IV mandato  |
| 6 dicembre 1988  | 9 maggio 1990    | Antonio Casatelli    | Lista civica                 | Sindaco                 | I mandato   |
| 10 maggio 1990   | 4 giugno 1991    | Franco Rengo         | Lista civica                 | Sindaco                 | I mandato   |
| 5 giugno 1991    | 24 novembre 1991 | Luigi Riondino       |                              | Commissario prefettizio |             |
| 25 novembre 1991 | 23 novembre 1993 | Giuseppe Celani      | Lista civica                 | Sindaco                 | I mandato   |
| 24 novembre 1993 | 12 giugno 1994   | Francesco Cappelli   |                              | Commissario prefettizio |             |
| 13 giugno 1994   | 16 maggio 1995   | Giuseppe Celani      | Progressisti ed altri        | Sindaco                 | II mandato  |
| 17 maggio 1995   | 19 novembre 1995 | Francesco Vetrano    |                              | Commissario prefettizio |             |
| 20 novembre 1995 | 16 aprile 2000   | Giuseppe Celani      | Lista civica                 | Sindaco                 | III mandato |
| 17 aprile 2000   | 4 aprile 2005    | Virginio Bonanni     | Lista civica Salviamo Fiuggi | Sindaco                 | I mandato   |
| 5 aprile 2005    | 29 marzo 2010    | Virginio Bonanni     | Lista civica Salviamo Fiuggi | Sindaco                 | II mandato  |
| 30 marzo 2010    | 31 maggio 2015   | Fabrizio Martini     | Lista civica Fiuggi Unita    | Sindaco                 | I mandato   |
| 1º giugno 2015   | 6 aprile 2017    | Fabrizio Martini     | Lista civica Fiuggi Unita    | Sindaco                 | II mandato  |
| 7 aprile 2017    | 10 giugno 2018   | Francesco Tarricone  |                              | Commissario prefettizio |             |
| 11 giugno 2018   | 15 maggio 2023   | Alioska Baccarini    | Lista civica FiuggInsieme    | Sindaco                 | I mandato   |
| 16 maggio 2023   | in carica        | Alioska Baccarini    | Lista civica FiuggInsieme    | Sindaco                 | II mandato  |

### Gemellaggi
- Helmstedt
- Santo Domingo
- Tarrafal de São Nicolau
- Canistro[14]

### Altre informazioni amministrative
- Fa parte della Comunità montana Monti Ernici

## Sport

### Calcio
L'Atletico Terme Fiuggi è stata la società calcistica della località per tre anni. È confluita nella Roma City FC che milita nel girone F della Serie D. Ha sede a Riano.
A Fiuggi la nazionale di calcio dell'Italia svolse il ritiro durante il campionato d'Europa 1968, al Centro nazionale di Pugilato, dal 29 maggio fino ai giorni della doppia finale a Roma contro la Jugoslavia.

### Tennis
È presente un circolo affiliato alla Federazione Italiana Tennis: ASD Tennis Club Fiuggi Terme Resort & spa.

### Golf
Fiuggi ospita dal 1928 il Golf Fiuggi Terme & Country Club, il cui campo da golf è affiliato alla FIG.